# Timmernabben
Timmernabben is een plaats in de gemeente Mönsterås in het landschap Småland en de provincie Kalmar län in Zweden. De plaats heeft 1425 inwoners (2007) en een oppervlakte van 149 hectare.

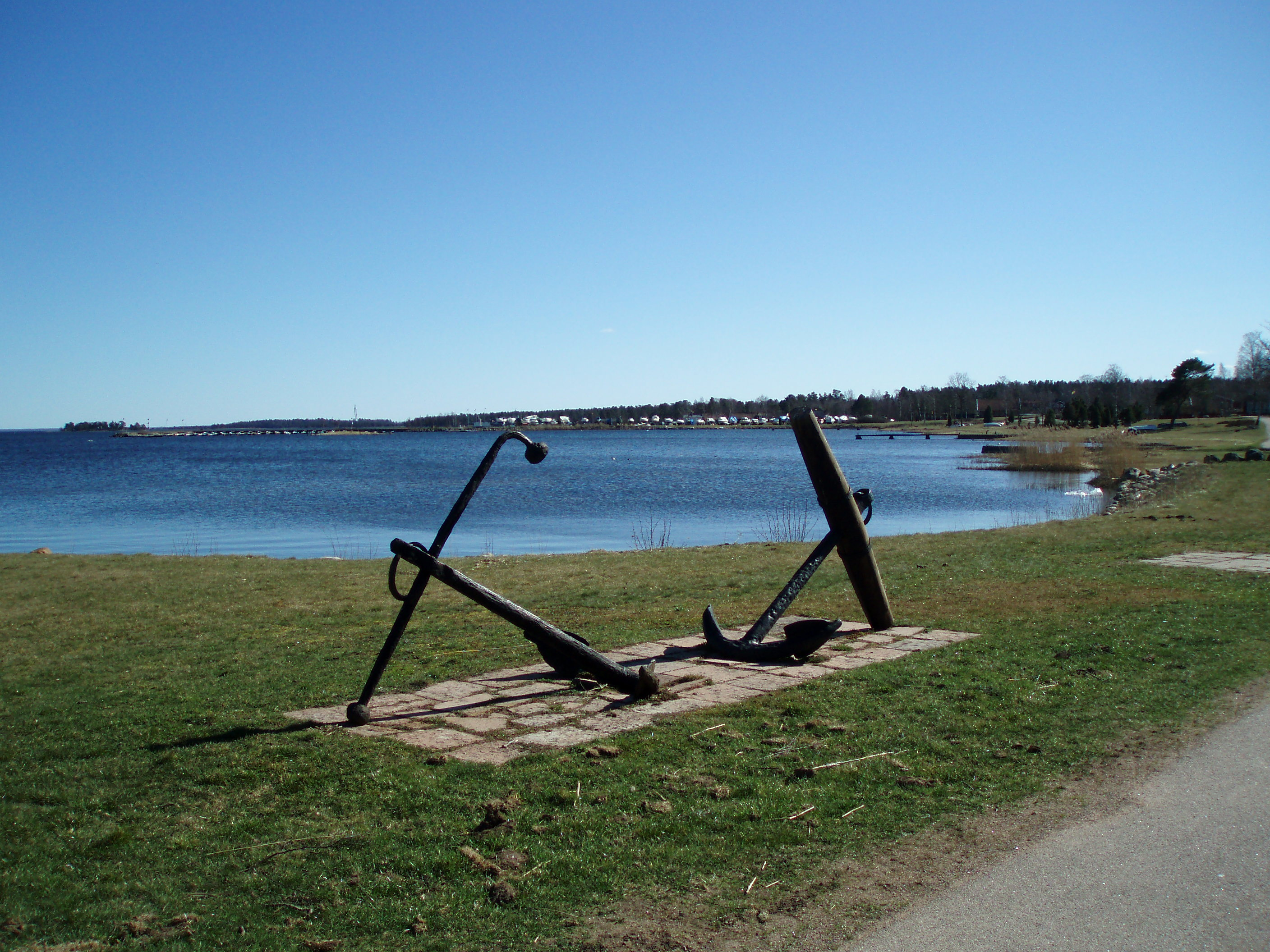
Twee ankers staan in het dorpshart als herinnering aan het scheepvaartverleden

Van oudsher was Timmernabben een havenplaats met drie scheepswerven aan de Oostzee. Hiervandaan werd sinds de 17e eeuw hout ("timmer") verscheept. In de 19e eeuw was Timmernabben vooral bekend vanwege de scheepsbouw. Nu is het vanwege de ligging aan zee en de E22 een gewild forensendorp voor Kalmar.